# الدوري المغربي لكرة القدم 2005–06
الدوري المغربي لكرة القدم 2005-2006 هو النسخة 50 من البطولة الوطنية المغربية حيث توج به الوداد البيضاوي.

## الأندية المشاركة
| اتحاد طنجة | الدفاع الحسني الجديدي | المغرب التطواني | النادي المكناسي | شباب المسيرة | جمعية سلا | الإتحاد الزموري للخميسات | الوداد البيضاوي |

| شباب المحمدية | اتحاد تواركة الرباط | نادي الجيش الملكي | مولودية وجدة | أولمبيك خريبكة | حسنية أكادير | أولمبيك آسفي | الرجاء البيضاوي |

## ترتيب الفرق
# = المركز ; لعب = المباريات الملعوبة; فاز = عدد مباريات الفوز; تعادل = عدد مباريات التعادل; خسر = عدد مباريات الخسارة; له = الأهداف التي سجلها; عليه = الأهداف التي استقبلها; +/- = فارق الأهداف; النقاط = النقاط
| الفائز بالدوري المغربي الممتاز 2005/2006    |
| ------------------------------------------- |
| الوداد البيضاوي للمرة السادسة عشر في تاريخه |